# Archaeolepis mane
Archaeolepis mane — викопний вид метеликів, що існував на початку юрського періоду (190 млн років тому). Є найдавнішим відомим представником ряду. Описаний по єдиному відбитку пари крил, що знайдений в Англії у відкладеннях формації Біф у графстві Дорсет.